# Tuila
|  | No s'ha de confondre amb Tuili. |

Tuila (en rus: Туйла) és un poble de l'óblast de Kémerovo, a Rússia, que en el cens del 2010 tenia 132 habitants, pertany al districte de Mariïnsk.